# دوربین اپرا

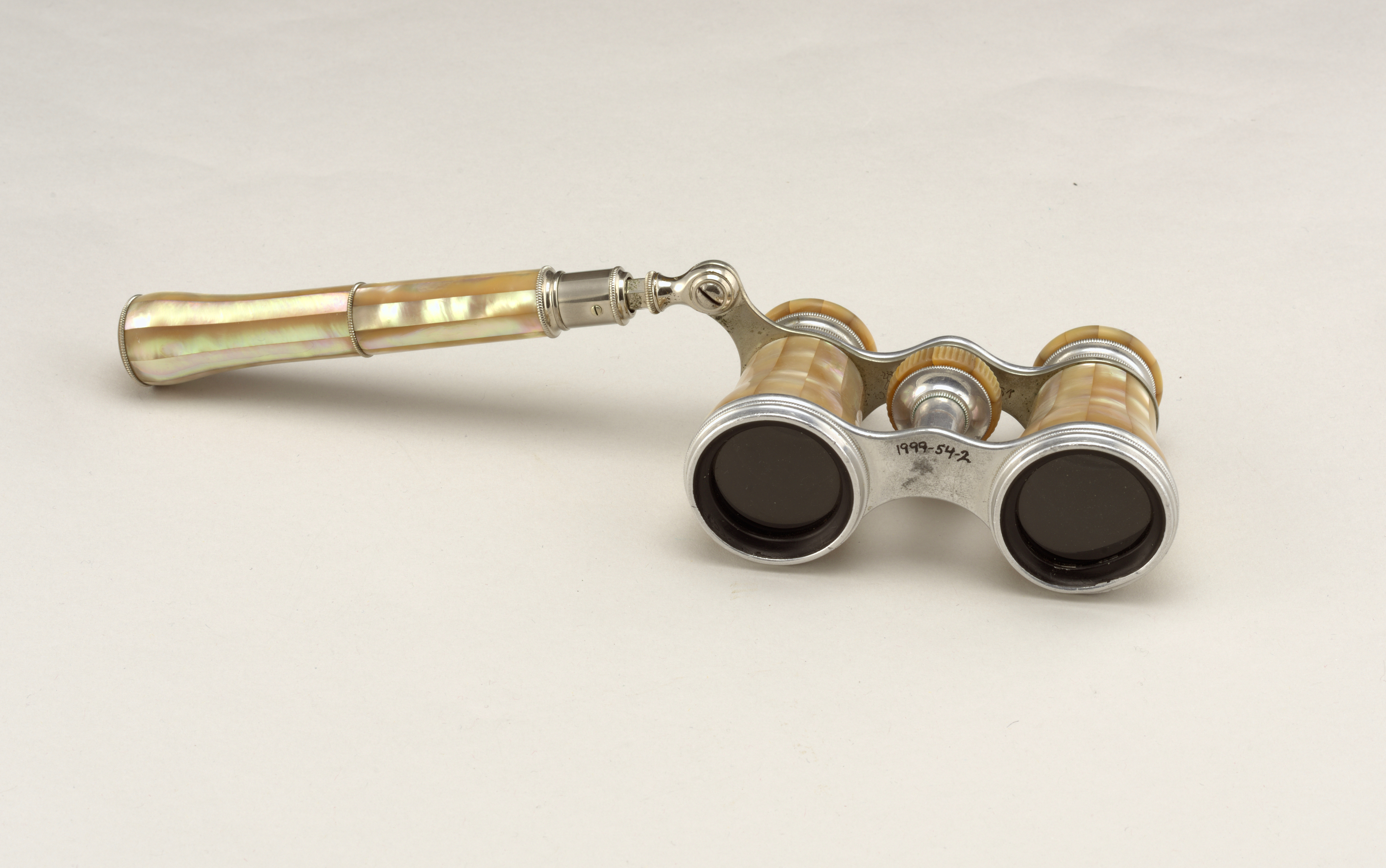
عینک اپرا با دسته، حدود سال ۱۹۱۰.

دوربین اپرا (به انگلیسی: Opera glasses) که با نام دوربین تئاتر و دوربین گالیله‌ای هم شناخته می‌شود نوعی ابزار کم‌حجم و کم‌قدرت برای بزرگنمایی تصاویر است که معمولاً در هنگام اجرای برنامه‌های نمایشی استفاده می‌شود. نام این دوربین از کاربرد سنتی آن در تالارهای اپرا گرفته شده‌است. قدرت بزرگنمایی کمتر از ۵ برابر معمولاً در این شرایط مطلوب است، چرا که لرزش تصویر را به حداقل می‌رساند و میدان دید به اندازه کافی وسیع را حفظ می‌کند. طراحی بسیاری از مدل‌های تزئینی و امروزی دوربین اپرا بر اساس عینک‌های اپرا‌ که در قرن ۱۹ محبوب بود، انجام شده‌است.

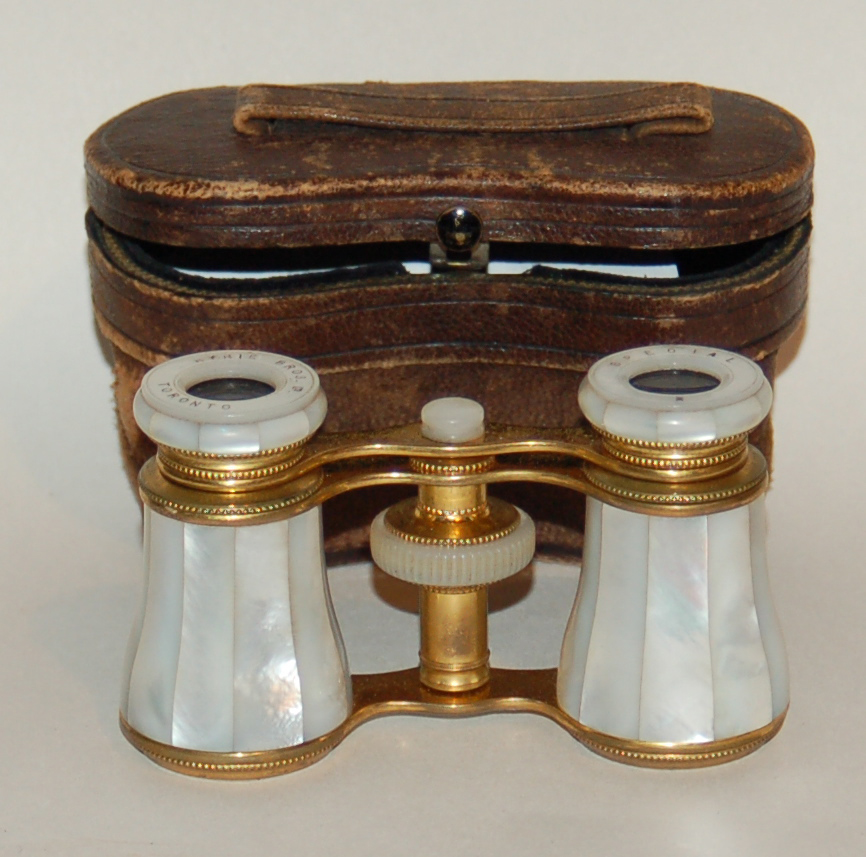
مادر مروارید عینک اپرا و کیف چرمی.

افزون بر نوع متداول دوربین‌مانند، دوربین‌های تاشوی اپرا هم طرح رایج دیگری بودند که اکثراً از فلز و شیشه ساخته شده و با روکش چرم برای خوش دست بودن و زیبایی بیشتر پوشش داده می‌شدند. با وجود اینکه دوربین‌های تاشو از سال ۱۸۹۰ به شکلی وجود داشتند، اوج محبوبیت آنها در شاید در اواسط قرن ۲۰ بود و بسیاری از دوربین‌های باقی‌مانده از آن دوره نشان «ساخت ژاپن» یا گاهی «ساخت ژاپن در دوران اشغال» را دارند. این طراحی همچنان به صورت نو موجود است، هرچند مدل‌های رایج امروزی تقریباً کاملا از پلاستیک ساخته می‌شوند.